# 鍵 (谷崎潤一郎)
『鍵』（かぎ）は、谷崎潤一郎の長編小説。読まれることを前提にして書かれた日記をお互い盗み読みする夫婦の愛欲の物語。この日記形式の物語世界を読む者もまた窃視の主体となるという仕掛けの構図を持つ作品である。谷崎の代表作の一つで、翻訳も世界各国で行われている。たびたび映像化されている作品でもある。
『中央公論』1956年（昭和31年）1月号に掲載された後、5月号から12月号まで連載（全9回）。その後、出版された単行本の装丁は棟方志功が行った。

## あらすじ
ある初老の学者（大学教授）が、嫉妬によって性的に興奮して妻の郁子に性的に奉仕するための精力を得ることを目的として、自らが娘の敏子との縁談を持ちかけた教員の木村と妻を、一線を越えない限界まで接近させようと企み、酔い潰れて浴室で全裸で倒れた郁子を木村に運ばせたり、酔い潰れて昏睡する郁子の裸体を撮影し、その現像を木村に頼むなどの経緯を日記に書いていく。また同時に郁子も日記を書いていた。
学者は郁子に日記を盗み読んでほしいことを自らの日記に書き、日記を隠している引き出しの鍵をあえて落とすが、郁子はいつでも盗み読めるが夫の日記を盗み読む気はないと日記に書く。また郁子は夫を性的に興奮させるために、嫌々ながらあえて木村と接近するのだ、自分も日記を書いていることを夫は知らないはずだとも日記に書く。また木村も学者の計画に積極的に協力していく。敏子は母に不倫を強要する父に反発しているようだと郁子は日記に書く。学者は性欲を昂らせるために不摂生な生活を行ったため次第に健康を害するが、性的興奮のため医者の警告を無視して摂生を行わず、さらに不健全な生活に耽溺していく。ついには病に倒れて死亡する。
夫の死後に郁子は、実は自分は以前から夫の日記を盗み読んでおり、自分の日記を夫が盗み読んでいることも知っていて、夫を性的に興奮させ不摂生な生活に追い込んで病死させるため日記に嘘を書いていたことや、敏子も自分に協力していて、本当は積極的に木村と不倫して肉体関係を持っていたと日記に書く。木村は世間を偽装するため形式的に敏子と結婚し、その母である郁子と同居することで、実質的に郁子と結婚生活をする計画を練っていると、郁子は日記に書くのであった。

## 映像化作品

### 劇場映画
- 鍵 (1959年の映画) - 市川崑監督版（1959年）出演：京マチ子、中村鴈治郎、仲代達矢、北林谷栄（1960年カンヌ国際映画祭 審査員賞）
- 鍵 (1974年の映画) - 神代辰巳監督版（1974年）出演：観世栄夫、荒砂ゆき
- 鍵 (1983年の映画) - 木俣堯喬監督版（1983年）出演：松尾嘉代、岡田真澄、江上真吾
- 鍵 (1983年のイタリア映画) - ティント・ブラス監督版（1983年）出演：フランク・フィンレー、ステファニア・サンドレッリ
- 鍵 (1997年の映画) - 池田敏春監督版（1997年）出演：川島なお美、柄本明、大沢樹生
- 鍵 (2022年の映画) - 井上博貴監督版（2022年）出演：水澤紳吾、桝田幸希、水石亜飛夢

### テレビドラマ
1993年5月17日と同年5月24日の2回に渡って、テレビ東京系列の『日本名作ドラマ』（第1期）（月曜21:00 - 21:54）で放送された。

#### 出演者
- 津川雅彦
- 小柳ルミ子
- 橋爪功
- 中島ひろ子

#### スタッフ
- 原作：谷崎潤一郎
- 脚本：砂田量爾
- 演出：久野浩平
- プロデューサー：橋本かおり
- 制作：テレビ東京

| テレビ東京系 日本名作ドラマ（第1期） | テレビ東京系 日本名作ドラマ（第1期） | テレビ東京系 日本名作ドラマ（第1期） |
| 前番組                               | 番組名                               | 次番組                               |
| ------------------------------------ | ------------------------------------ | ------------------------------------ |
| 雁                                   | 鍵                                   | 門                                   |

## 漫画化作品
- 『鍵』（畑中純作画、小池書院、1999年、ISBN 978-4883155057）[4]